# Április 9.
Április 9. az év 99. (szökőévben 100.) napja a Gergely-naptár szerint. Az évből még 266 nap van hátra.
Névnapok: Erhard, + Csoma, Csombor, Csomor, Dömötör, Dumáta, Dusán, Dusánka, Lél, Pszihé, Vince

## Események

### Politikai események
- 1865 – Befejeződik az amerikai polgárháború.
- 1918 – Kikiáltják Lettország függetlenségét.
- 1924 – Közzéteszik a német jóvátételt módosító Dawes–tervet.
- 1940 – Német csapatok megtámadják Dániát és Norvégiát.
- 1977 – A madridi kormányzat engedélyezi a kommunista párt hivatalos működését.
- 1989 – grúz nemzeti tragédia
- 1991 – Grúzia: kikiáltották Grúzia függetlenségét a Szovjetuniótól.
- 2006 – Országgyűlési választások első fordulója Magyarországon. A második forduló időpontja április 23.
- 2008 – Kijárási tilalmat rendelnek el Bagdadban a Szaddam-rendszer megdöntésének ötödik évfordulóján.

### Tudományos és gazdasági események
- 1860 – Edouard-Leon Scott de Martinville fonautográfjával rögzített egy francia népdalt. A francia nyomdász a találmányával nem visszajátszhatóvá akarta tenni a hangokat, hanem a gyorsírók tevékenységét szerette volna forradalmasítani, láthatóvá tenni az elhangzottakat.

### Sportesemények
Formula–1
- 1995 –  argentin nagydíj, Buenos Aires - Győztes: Damon Hill  (Williams Renault)
- 2000 –  San Marinó-i Nagydíj, Imola - Győztes: Michael Schumacher  (Ferrari)
- 2017 –  kínai nagydíj, Shanghai - Győztes:Lewis Hamilton  (Mercedes AMG F1)

## Születések
- 1627 – Johann Kaspar Kerll német barokk zeneszerző, orgonista († 1693)
- 1762 – Friedrich Emil Ferdinand Heinrich von Kleist porosz tábornok († 1823)
- 1802 – Elias Lönnrot finn orvos, botanikus, ő állította össze a Kalevalát († 1884)
- 1806 – Isambard Kingdom Brunel brit mérnök († 1859)
- 1821 – Charles Baudelaire francia költő († 1867)
- 1833 – Reinoudina de Goeje holland írónő († 1893)
- 1835 – II. Lipót, Belgium második királya († 1909)
- 1844 – Erkel László magyar zongoraművész, karnagy († 1896)
- 1850 – Pósa Lajos magyar író, a magyar gyermekirodalom klasszikusa, dalszerző († 1914)
- 1851 – Basch Gyula magyar festőművész († 1928)
- 1855 – Reviczky Gyula magyar költő († 1889)
- 1856 – Halas Simon magyar rabbi († 1899)
- 1863 – Rátz László tanár († 1930)
- 1865 – Erich Ludendorff az I. világháború egyik vezető német tábornoka; puccsista, a náci párt képviselője a Reichstagban, vallásalapító († 1937)
- 1878 – Grossmann Marcell magyar matematikus († 1936)
- 1893 – Glykais Gyula kétszeres olimpiai bajnok kardvívó († 1948)
- 1898 – Paul Robeson amerikai színész, dalénekes (basszus), atléta, polgárjogi aktivista, Lenin-díjas († 1976)
- 1900 – Matura Mihály háromszoros magyar bajnok, kétszeres Eb-ezüstérmes, olimpiai helyezett kötöttfogású birkózó, edző († 1975)
- 1902 – Vén Emil Munkácsy-díjas magyar festőművész († 1984)
- 1904 – Andor Ilona Liszt Ferenc-díjas magyar kórusvezető, karnagy, pedagógus, érdemes- és kiváló művész († 1977)
- 1906 – Doráti Antal (er. Deutsch) magyar származású karmester, zeneszerző († 1988)
- 1906 – Victor Vasarely magyar születésű festőművész († 1997)
- 1918 – Abádi Ervin magyar író, grafikus († 1979)
- 1920 – Bakó Márta Aase-díjas magyar színésznő, a József Attila Színház örökös tagja († 2013)
- 1922 – Johnny Thomson (John Thomson) amerikai autóversenyző († 1960)
- 1923 – Bányász Ilona magyar színésznő, a Szegedi Nemzeti Színház örökös tagja († 2004)
- 1930 – Csík Miklós Eötvös József-díj-as, Magyar Köztársasági Érdemrendes zenetanár, kórusvezető, karnagy († 2011)
- 1932 – Ágai Ágnes magyar író, költő, műfordító († 2024)
- 1932 – Carl Perkins amerikai énekes, a rockabilly úttörője († 1998)
- 1933 – Bíró Miklós Kossuth- és Balázs Béla-díjas magyar operatőr, egyetemi tanár, a Magyar Televízió örökös tagja († 2015)
- 1933 – Gian Maria Volonté olasz színész († 1994)
- 1933 – Jean-Paul Belmondo francia színész († 2021)
- 1935 – Aulis Sallinen finn zeneszerző
- 1940 – Kobajasi Kenicsiró japán karmester
- 1942 – Bodnár András olimpiai bajnok magyar vízilabdázó, sportvezető, orvos
- 1942 – Szentpéteri Györgyi magyar modell, manöken
- 1943 – Szabó G. Zoltán irodalomtörténész, kritikus († 2018)
- 1944 – Chris Lambert brit autóversenyző († 1968)
- 1949 – Usztics Mátyás magyar színész, a Magyar Gárda egyik alapítója († 2017)
- 1955 – Borszéki Márta magyar bábművész, színésznő
- 1956 – Gáspár Sándor Kossuth-díjas magyar színész
- 1956 – Esterházy Márton magyar labdarúgó, Esterházy Mátyás fia
- 1966 – Cynthia Nixon Emmy-díjas amerikai színésznő (Szex és New York)
- 1971 – Jacques Villeneuve kanadai autóversenyző, a Formula–1 egyszeres világbajnoka (1997)
- 1974 – Jenna Jameson (er. Jennifer Marie Massoli) amerikai pornó színésznő, üzletasszony
- 1975 – Robbie Fowler angol labdarúgó
- 1976 – Gömöri Krisztián magyar színész
- 1977 – Gerard Way amerikai énekes („My Chemical Romance”)
- 1978 – Vesna Pisarović horvát énekesnő
- 1982 – Olimpio Cipriano angolai kosárlabdázó
- 1983 – Ryan Clark ausztrál színész
- 1986 – Mirna Jukić osztrák úszó
- 1990 – Kristen Stewart amerikai színésznő
- 1996 – Lenzsér Bence magyar labdarúgó
- 1998 – Elle Fanning amerikai színésznő
- 1999 – Isaac Hempstead-Wright angol színész
- 2000 – Jackie Evancho amerikai énekesnő

## Halálozások
- 491 – Zénón keletrómai császár (uralk. 474-től)
- 1553 – François Rabelais francia orvos, reneszánsz író (* 1494 körül)
- 1557 – Mikael Agricola, a finn irodalmi nyelv megteremtője, reformátor, egyházi személy (* 1510 körül)
- 1626 – Sir Francis Bacon angol filozófus, író, államférfi (* 1561)
- 1749 – Id. Tessedik Sámuel evangélikus lelkész (* 1710)
- 1804 – Jacques Necker svájci politikus, francia pénzügyi államtitkár (* 1732)
- 1812 – Zay Sámuel magyar természettudós, orvos (* 1753)
- 1886 – Joseph Victor von Scheffel német költő (* 1826)
- 1907 – Savanyú Jóska, a hírhedt bakonyi betyár (* 1841)
- 1945 – Wilhelm Canaris tengernagy, a német katonai hírszerzés (Abwehr) vezetője (* 1887)
- 1948 – Flandorfer Ignác földbirtokos, gazdasági tisztviselő, országgyűlési képviselő (* 1878)
- 1953 – Hans Reichenbach német fizikus, filozófus (* 1891)
- 1959 – Frank Lloyd Wright amerikai építész (* 1867)
- 1961 – I. Zogu albán király (* 1895)
- 1966 – Esterházy László magyar nagybirtokos, vadászati felügyelő, császári és királyi kamarás, főrendi-, majd felsőházi tag (* 1891)
- 1970 – Kozma István olimpiai bajnok birkózó (* 1939)
- 1999 – Hegedüs Géza háromszoros József Attila-díjas magyar író, költő, kritikus (* 1912)
- 2002 – Jackie Epstein brit autóversenyző (* 1919)
- 2002 – Pat Flaherty amerikai autóversenyző (* 1926)
- 2007 – Egon Bondy cseh író, költő, filozófus (* 1930)
- 2008 – Elizabeth Stefan (Molnár Erzsébet), az akkor ismert legmagasabb kort megélt magyar (* 1895)
- 2010 – Ádám Ottó Kossuth-díjas magyar rendező, színigazgató (* 1928)
- 2010 – Varga Zoltán a Ferencváros legendás labdarúgója (* 1945)
- 2012 – Mark Lenzi olimpiai bajnok amerikai műugró (* 1968)
- 2015 – Pap Vera Kossuth-díjas magyar színművész (* 1956)
- 2015 – Záborszky József magyar karmester, zenetanár, zeneszerző (* 1918)
- 2021 – Fülöp edinburgh-i herceg (* 1921)
- 2023 – Boldizsár Zeyk Imre erdélyi magyar pedagógus, iskolaigazgató, helytörténész (* 1930)
- 2023 – Bárány Frigyes Jászai Mari-díjas magyar színész, érdemes és kiváló művész (* 1930)

## Nemzeti ünnepek, emléknapok, világnapok
- Grúzia: A nemzeti egység napja (1991. április 9-én kiáltották ki Grúzia függetlenségét a Szovjetuniótól)
- A finn nyelv napja Finnországban (Mikael Agricola, a finn irodalmi nyelv megteremtője halála napjának évfordulóján)
- Az alkotmány napja Koszovóban